# Gare de Berlin-Schöneweide
La gare de Berlin-Schöneweide est une gare régionale et S-Bahn du quartier de Niederschöneweide dans l'arrondissement de Treptow-Köpenick de Berlin. Il est situé sur la ligne ferroviaire Berlin-Görlitz (ligne de Görlitz). La gare est l'une des trois gares ferroviaires longue distance notables de Berlin-Est. Elle comprend également une gare de triage aujourd'hui désaffectée. Dans le répertoire d'exploitation ferroviaire, la gare S-Bahn est répertoriée sous l'abréviation BSW et la gare régionale sous l'abréviation BSWP.

## Histoire

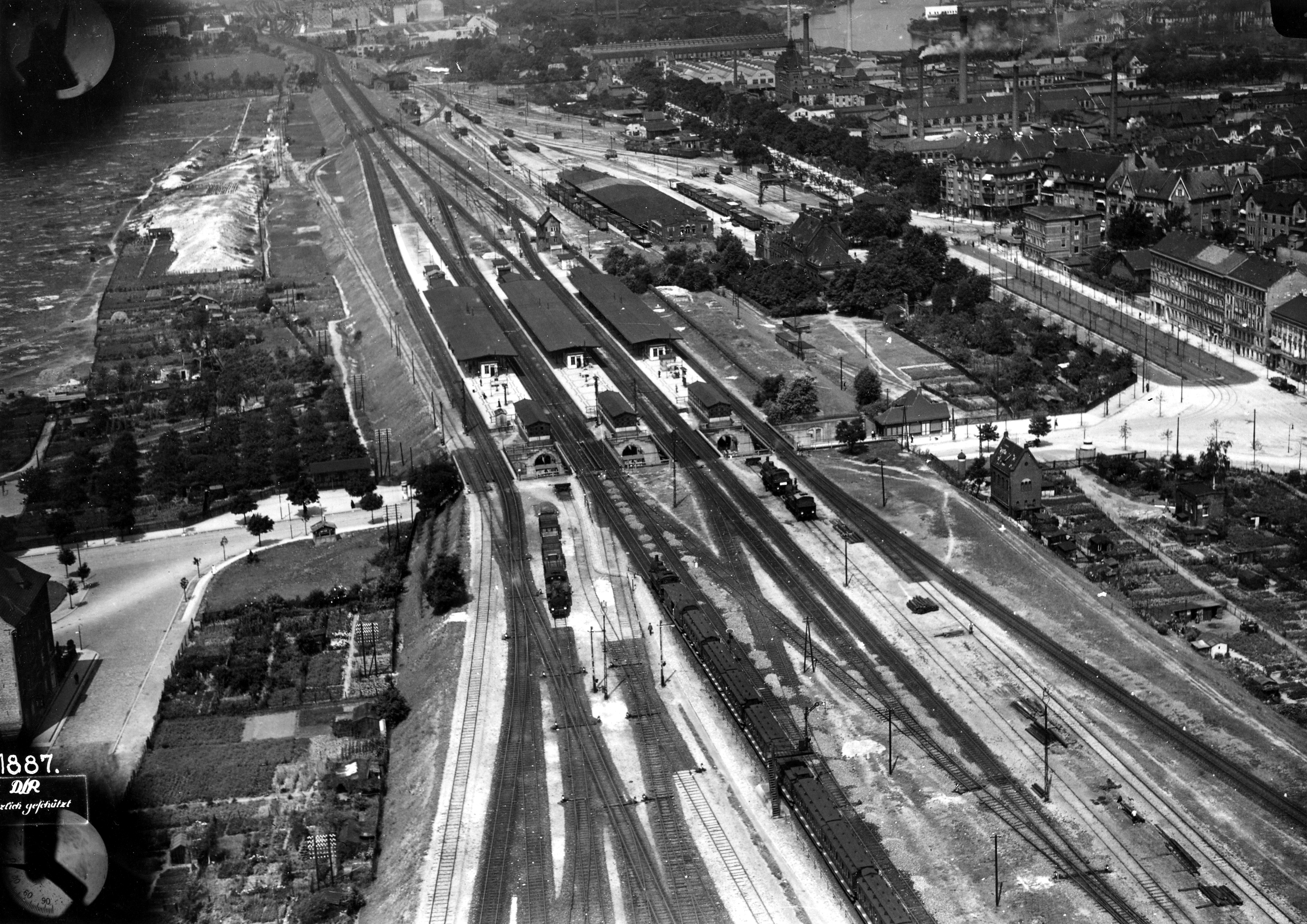
Photo aérienne, 1920

La gare, initialement juste un arrêt à la limite de la commune de Niederschöneweide, juste à l'extérieur de Berlin, est inaugurée le 24 mai 1868 sur la ligne de Görlitz. Elle s'appelle initialement Neuer Krug, le nom renvoie à un restaurant situé à proximité immédiate et fait référence à l'importance de l'arrêt pour le trafic d'excursion. En 1874, le nom est changé en Neuer Krug - Johannisthal ; la commune de Johannisthal se trouve également à proximité de l'arrêt. Entre 1880 et 1882, l'arrêt est agrandi pour devenir la gare Johannisthal-Niederschöneweide.
Comme l'industrie se développe rapidement en Nieder- et Oberschöneweide, cette zone devient un carrefour de nombreuses lignes ferroviaires. En plus du chemin de fer d'État, des tramways et des chemins de fer industriels circulent également, ces derniers s'appellent Bullenbahn (de). En 1890/1891, une ligne de dérivation est ouverte de la gare à Spindlersfeld (de) ; Celle-ci devient plus tard une voie d'essai pour le transport de banlieue électrique du futur S-Bahn de Berlin.

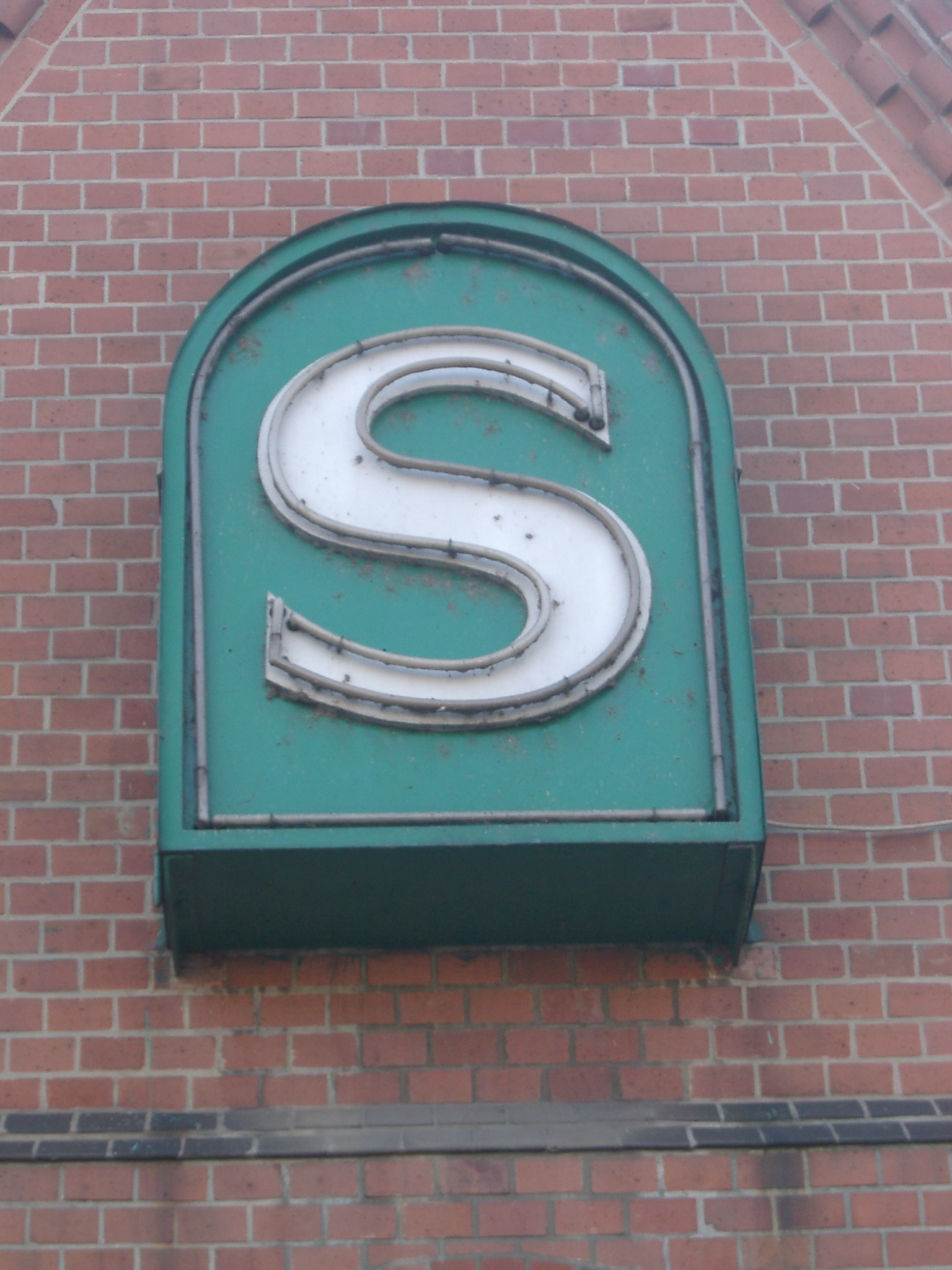
Panneau de la station S-Bahn

La commune de Niederschöneweide réussit à faire rebaptiser la gare Niederschöneweide-Johannisthal en 1895 parce que, d'une part, elle a cofinancé le prolongement de la ligne jusqu'à Spindlersfeld et, d'autre part, plusieurs entreprises disposent de liaisons ferroviaires industrielles privées avec la réseau ferroviaire à cette adresse. Les entreprises d'Oberschöneweide, comme les halls d'usine AEG construits par Emil Rathenau, disposent également d'une liaison ferroviaire sur la Sprée via un pont en bois construit en 1889. Aujourd'hui, le  (de) (du nom d' (de), un éminent homme politique local) se trouve à cet endroit.
En raison de la densité du développement, il est nécessaire de surélever le tracé jusqu'à un remblai ferroviaire afin de le séparer du trafic privé. Les matériaux de construction nécessaires à cet effet sont peut-être obtenus lors du creusement du canal de Teltow et du canal de Britz Zweig. Dans le même temps, les voies longue distance sont séparées des voies suburbaines (de) et, dans le cadre de cette mesure, la gare voyageurs de Schöneweide est agrandie pour inclure les six voies à quai actuelles. La rénovation est achevée le 1er mai 1906. Au nord des trois quais utilisés se trouve la relique d'un quatrième quai désaffecté ou jamais achevé entre l'entrée Est et le tunnel reliant le bâtiment d'accueil aux quais (entrée Ouest, là où le remblai ferroviaire associé est interrompu). En attendant le remplacement des ponts, des culées sont également en place pour l'installation des deux voies supplémentaires. La plate-forme complètement envahie par la végétation est découverte lorsque la rénovation commence dans les années 2010 et est maintenant en grande partie supprimée. Le trafic ferroviaire de banlieue électrique atteint la gare de Schöneweide depuis le centre de Berlin. Le 6 novembre 1928, le premier train électrique S-Bahn arrive à la gare. La « Grande Électrification » se poursuit au-delà de Schöneweide jusqu'à Spindlersfeld et Grünau. En 1929, la station reçoit son nom de Schöneweide, qui est toujours valable aujourd'hui.
En raison de la Seconde Guerre mondiale et de la division de Berlin qui a suivi, l'itinéraire de ligne de Görlitz, qui circule principalement en RDA, n'a plus de terminus à la gare de Görlitz, car celle-ci se trouve à Berlin-Ouest et n'est pas accessible. Les trains sont donc suspendus dans les gares (Baumschulenweg, Schöneweide, Adlershof et Grünau) ou transférés à Lichtenberg. Schöneweide est la plus importante de ces gares. Les gares d'Adlershof et de Grünau perdent leur rôle dans le transport régional dans les années 1950 et ne sont desservies que par des trains S-Bahn pour le transport de voyageurs.

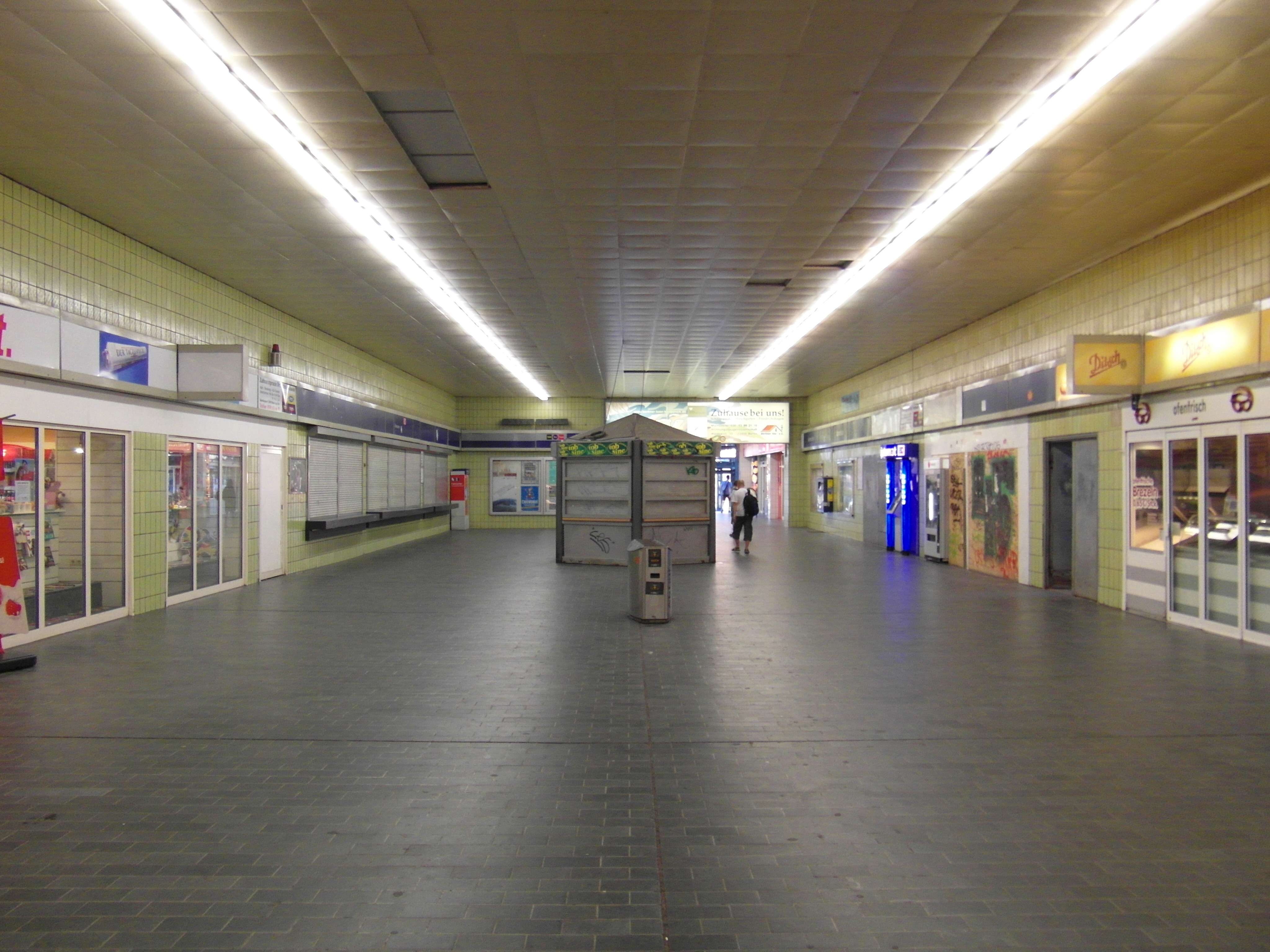
Hall de gare, fermé en décembre 2018

La gare de Schöneweide assure non seulement le trafic de la ligne de Görlitz, mais assure également une grande partie des liaisons vers d'autres régions du centre et du sud de la RDA. Dans les années 1970, des trains directs relient Schöneweide à Dresde, Cottbus, Dessau et Aschersleben. Il est prévu d'étendre la gare pour en faire la troisième grande gare longue distance de la capitale de la RDA (avec la gare de l'Est, plus tard Gare centrale et Berlin-Lichtenberg). Cela n'a pas lieu. L'ensemble du trafic voyageurs à Schöneweide est toujours assuré par deux voies sur un seul quai de grandes lignes. En raison de l'extension à six voies de la route nationale 96 adjacente au milieu des années 1970, la proximité spatiale d'origine entre la gare et le quartier de Schöneweide avec ses zones résidentielles et ses installations industrielles est perdue. Après le changement politique, le trafic longue distance est systématiquement transféré vers le chemin de fer urbain ou vers Lichtenberg, bien que le trafic régional soit resté pour l'instant limité. En raison d'un pont à rénover à la gare d'Ostkreuz, les trains régionaux qui circulaient auparavant à destination ou en provenance de Berlin-Lichtenberg se terminent et commencent désormais à Schöneweide, les voies de grandes lignes entre Ostkreuz et Schöneweide étant hors service depuis plus d'une décennie. En 2009, l'installation de formation des trains S-Bahn située au sud des installations de transport est entièrement rénovée.
Lors du changement d'horaire le 11 décembre 2011, le trafic régional à Schöneweide est interrompu pendant plusieurs années en raison de travaux de construction. Les trains de la ligne OE 36 en provenance de Francfort-sur-l'Oder via Königs Wusterhausen qui s'arrêtaient ici en dernier lieu ont été déviés via le ring extérieur de Berlin vers la gare de Berlin-Lichtenberg,.
En octobre 2012, la Deutsche Bahn lance un appel d'offres pour la rénovation des ponts ferroviaires au-dessus de Sterndamm.
Depuis le changement d'horaire en décembre 2014, le RB 36 (anciennement : OE 36) circule uniquement entre Königs Wusterhausen et Francfort-sur-l'Oder. L'une des deux voies ferroviaires longue distance de la gare de Schöneweide, interrompues en raison de travaux, est remise en service après l'achèvement de la plate-forme du périphérique d'Ostkreuz lors du changement d'horaire de décembre 2015. Depuis le 21 mars 2016, le RB 24 s'arrête à Berlin-Schöneweide une fois par heure dans les deux sens. Cela donne à la gare une connexion directe avec Eberswalde. Depuis le changement d'horaire 2022/2023, le RB 32, qui circule entre Schönefeld et Oranienbourg, s'arrête à la gare de Schöneweide.
Gare de fret et dépôt
La gare de marchandises de Schöneweide est située au sud-est de la gare de voyageurs, à l'ouest du tracé actuel de la voie ferrée. Elle est construite entre 1886 et 1888 et agrandie à plusieurs reprises. Elle est fermée en 1998. Elle est désormais totalement dégagée de voies ferrées et partiellement reconstruit. Le dépôt de Schöneweide, doté d'une plaque tournante de 23 m et d'une rotonde de 20 stands et un château d'eau également construit en 1906. Il est abandonné en 1998. Les installations du dépôt ferroviaire sont classées monuments historiques. Le site appartient à l'association Dampflokfreunde Berlin e.V. depuis 2018

## Rénovation

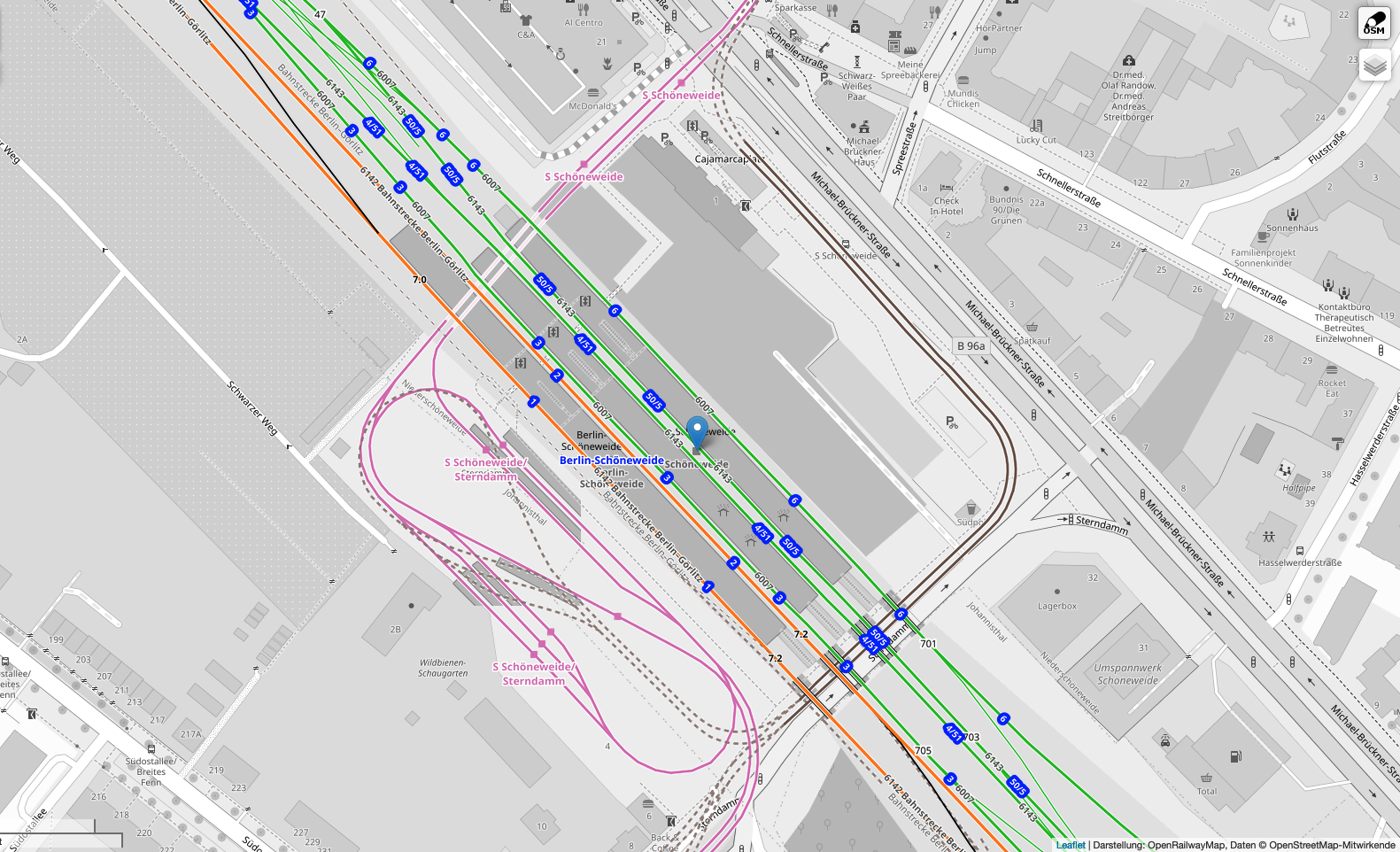
Reconstruction de la boucle tram/bus au sud de la gare avec un nouveau tunnel dans le prolongement de la Brückenstraße sous le talus ferroviaire. Ancien guide de piste pointillé de brun. Ouverture : 17 août 2024

Dans le cadre de la rénovation majeure de ligne de Görlitz à Berlin, la gare de Schöneweide est également modernisée et reconstruite. Le tunnel voyageurs est percé au sud-ouest et un tunnel séparé est construit pour le tramway à travers le remblai ferroviaire dans le prolongement de la Brückenstrasse. Les ponts sur Sterndamm (de) et les quais sont rénovés, le bâtiment d'accueil est modernisé et le parvis nord a été repensé. Dès 2013, 45 millions d'euros doivent être investis dans la rénovation. Les travaux de construction débutent en mars 2013 et doivent initialement être entièrement achevés d'ici 2018. Cependant, la seule chose qui est réellement mise en œuvre à la fin de l'année 2018 est la rénovation des ponts sur le Sterndamm et des entrées des quais sud associés, ces dernières ayant été inaugurées le 12 octobre de la même année. Depuis 2019, le tunnel voyageurs et les quais sont rénovés et le tunnel du tramway est construit. Le hall central (entre le bâtiment de la gare et le tunnel voyageurs) construit dans les années 1970 est démoli ; aucun bâtiment de remplacement direct n'est prévu. L'accès par le bâtiment d'accueil est fermé depuis décembre 2018. À partir de mars 2019, le tunnel piétonnier doit être fermé pour de nouveaux travaux de construction et l'accès aux quais ne doit dans un premier temps être possible que depuis Sterndamm. Cependant, cela est retardé car des ascenseurs temporaires doivent y être construits - financés par l'État de Berlin - qui permettraient un accès sans obstacle aux quais du S-Bahn, même pendant la période de construction. Ceux-ci sont mis en service le 13 septembre 2019, après quoi le tunnel piétonnier est fermé. En 2019, un poste de signalisation temporaire pour conteneur remplace l'ancien poste de signalisation à relais Swn. En décembre 2020, le bord de quai rénové de la voie 6 est remis en service et la voie 3 est fermée pour la prochaine phase de construction. Le raccourcissement du quai longue distance souhaité par la Deutsche Bahn est controversé. De plus, un nouveau poste de signalisation électronique a été construit du côté est des voies.
Les travaux de construction de la gare de la Deutsche Bahn sont achevés en juin 2024. La reconstruction de la boucle du tramway, y compris les arrêts de bus et les aires de stationnement, par la BVG est terminée en août 2024

## Liaisons de transport
La gare est accessible par les lignes S45, S46, S47, S8, S85 et S9 du S-Bahn de Berlin et par les lignes de train régional RB 24 et RB 32 de la Deutsche Bahn. La gare est également desservie par six lignes de tramway (M17, 21, 37, 60, 61, 67) et sept lignes de bus de jour (M11, Cela fait de la gare de Schöneweide l'un des points de correspondance les plus importants du sud-est de Berlin. De 2020 à 2021, une nouvelle ligne de tramway est construite entre la station de S-Bahn Schöneweide et la cité scientifique d'Adlershof (de) sur le Groß-Berliner Damm (de). Depuis son achèvement à l'automne 2021, la M17 circule au-delà de Schöneweide jusqu'à la station de S-Bahn Adlershof, et la ligne 61 circule dans la direction opposée d'Adlershof à Schöneweide.
| Ligne | Tracé | Cadence (min) | Entreprise            |
| ----- | --- | ------------- | --------------------- |
| RB 24 | Schönefeld (bei Berlin) – Berlin-Schöneweide – Ostkreuz – Berlin-Lichtenberg – Bernau – Rüdnitz (de) – Biesenthal – Melchow – Eberswalde (de) | 60            | DB Regio Nordost (de) |
| RB 32 | Schönefeld (bei Berlin) – Berlin-Schöneweide – Berlin Ostkreuz – Berlin-Lichtenberg – Berlin-Hohenschönhausen – Oranienbourg (de) | 60            | DB Regio Nordost      |
|       | Südkreuz – Tempelhof – Hermannstraße (de) – Neukölln (de) – Köllnische Heide – Baumschulenweg – Berlin-Schöneweide – Johannisthal – Adlershof – Altglienicke – Grünbergallee – Schönefeld (bei Berlin) – Waßmannsdorf (de) – Aéroport de Berlin | 60            | S-Bahn Berlin (de)    |
|       | Westend – Messe Nord/ICC – Westkreuz – Halensee (de) – Hohenzollerndamm – Heidelberger Platz (de) – Bundesplatz – Innsbrucker Platz – Schöneberg – Südkreuz – Tempelhof – Hermannstraße (de) – Neukölln (de) – Köllnische Heide – Baumschulenweg – Berlin-Schöneweide – Johannisthal – Adlershof – Grünau – Eichwalde – Zeuthen – Wildau – Königs Wusterhausen | 60            | S-Bahn Berlin         |
|       | Hermannstraße (de) – Neukölln (de) – Köllnische Heide – Baumschulenweg – Berlin-Schöneweide – Oberspree (de) – Spindlersfeld (de) | 60            | S-Bahn Berlin         |
|       | Birkenwerder (de) – Hohen Neuendorf – Bergfelde – Schönfließ (de) – Mühlenbeck-Mönchmühle – Blankenbourg – Pankow-Heinersdorf – Pankow (de) – Bornholmer Straße – Schönhauser Allee – Prenzlauer Allee (de) – Greifswalder Straße – Landsberger Allee – Storkower Straße – Frankfurter Allee – Ostkreuz – Treptower Park – Plänterwald – Baumschulenweg – Berlin-Schöneweide – Johannisthal – Adlershof – Grünau (– Eichwalde – Zeuthen – Wildau)                                                                      | 60            | S-Bahn Berlin         |
|       | Frohnau – Hermsdorf – Waidmannslust – Wittenau (Wilhelmsruher Damm) – Wilhelmsruh – Schönholz – Wollankstraße – Bornholmer Straße – Schönhauser Allee – Prenzlauer Allee (de) – Greifswalder Straße – Landsberger Allee – Storkower Straße – Frankfurter Allee – Ostkreuz – Treptower Park – Plänterwald – Baumschulenweg – Berlin-Schöneweide – Johannisthal – Adlershof – Grünau (– Eichwalde – Zeuthen – Wildau) | 60            | S-Bahn Berlin         |
|       | Spandau – Stresow (de) – Pichelsberg – Olympiastadion – Heerstraße (de) – Messe Süd – Westkreuz – Charlottenbourg – Savignyplatz (de) – Zoologischer Garten – Tiergarten – Bellevue – Gare centrale – Friedrichstraße – Hackescher Markt – Alexanderplatz – Jannowitzbrücke (de) – Gare de l'Est – Warschauer Straße – Treptower Park – Plänterwald – Baumschulenweg – Berlin-Schöneweide – Johannisthal – Adlershof – Altglienicke – Grünbergallee – Schönefeld (bei Berlin) – Waßmannsdorf (de) – Aéroport de Berlin | 60            | S-Bahn Berlin         |